# Charles Gordon-Lennox, 6:e hertig av Richmond
Charles Gordon-Lennox, 6:e hertig av Richmond, född 27 februari 1818 på Richmond House i London, död 27 september 1903 på Gordon Castle utanför Fochabers i Skottland, var en brittisk ädling, son till Charles Gordon-Lennox, 5:e hertig av Richmond och Caroline Paget.
Han studerade vid Christ Church College i Oxford och var parlamentsledamot 1841–1860. År 1859 utnämndes han till Privy Councellor. Han var också kansler för universitetet i Aberdeen mellan 1861 och 1903. År 1867 utnämndes han till riddare av Strumpebandsorden.

## Familj
Charles Gordon-Lennox gifte sig 1843 med Frances Harriett Greville (1824–1887), barnbarnsbarn till William Henry Cavendish-Bentinck, 3:e hertig av Portland. De fick sex barn, däribland:
- Charles Gordon-Lennox, 7:e hertig av Richmond (1845–1928)